# لا تقولي إنك خائفة (رواية)
لا تقولي إنك خائفة هي رواية مُترجمة من الإيطالية الى العربية (العنوان الأصلي:Non dirmi che hai paura)، للكاتب الروائي الإيطالي جوزبه كاتوتسيلا، نُشرت الرواية في إيطاليا عام 2014 عن دار النشر الايطالية «فلترينيللي» وهي احدى أكبر دور النشر الإيطالية واعرقها، وفي غضون شهور قليلة باعت أكثر من مائة ألف نسخة في ظاهرة غريبة عن حركة بيع الكتاب في إيطاليا. حازت الرواية على جوائز أدبية قيّمة من أهمها «جائزة "كارلو ليفي"» الأدبية و«جائزة "لو ستريغا"» أهم وأعرق جائزة أدبية في إيطالية، للأدباء الشباب. وسريعًا تُرجمت الرواية إلى كل اللغات الأوروبية.

### الترجمة العربية
صدرت الطبعة العربية الاولى عام 2016، ترجمة معاوية عبد المجيد، عن دار النشر منشورات المتوسط، وهي الرواية الاولى التي تصدر بالعربية للكاتب جوزبه كاتوتسيلا، الروائي الشاب الذي كان اسمه مجهولا تماما للقراء العرب.

## ملخص الرواية
تحكى رواية "لا تقولى إنك خائفة" قصة البطلة الصومالية سامية عمر كما يرويها الكاتب الإيطالى جوزيه كاتوتسيلا. و"سامية" من مدينة مقديشيو ولدت عام 1991م، وكان حلمها أن تصبح عداءة وبطلة أولمبية.
تتناول الرواية واحدة من آلاف قصص الشباب الصومالى الذين يلقون حتفهم في عرض البحار، في محاولة لعبوره إلى الضفة الأخرى، ويذكر الكاتب أنه في أثناء اشتغاله على روايته "المستقبل العظيم" تعرّف على قصة سامية عمر، بطلة رواية "لا تقولى إنكِ خائفة" عندما كانت إحدى القنوات الإخبارية تقدّم تقريراً عن حكايتها وغرقها في المياه الإيطالية، حين كانت في قارب تهريب من ليبيا، ومن ثمّ يقول إن قصتها ألهمته وجعلته يفكر بعمل روائى حولها، وذهب للقاء عائلتها للتعرّف على تفاصيل تاريخها، وكتب هذه الرواية على لسانها.

## وصلات خارجية
- (قناة الجزيرة): "لا تقولي إنك خائفة".. قصة العداءة الصومالية سامية يوسف التي تستحق الخلود